# Chalciosphaerium enderleini
Chalciosphaerium enderleini là một loài bọ cánh cứng trong họ Byrrhidae. Loài này được Champion mô tả khoa học năm 1918.